# اسلاید میکروسکوپ

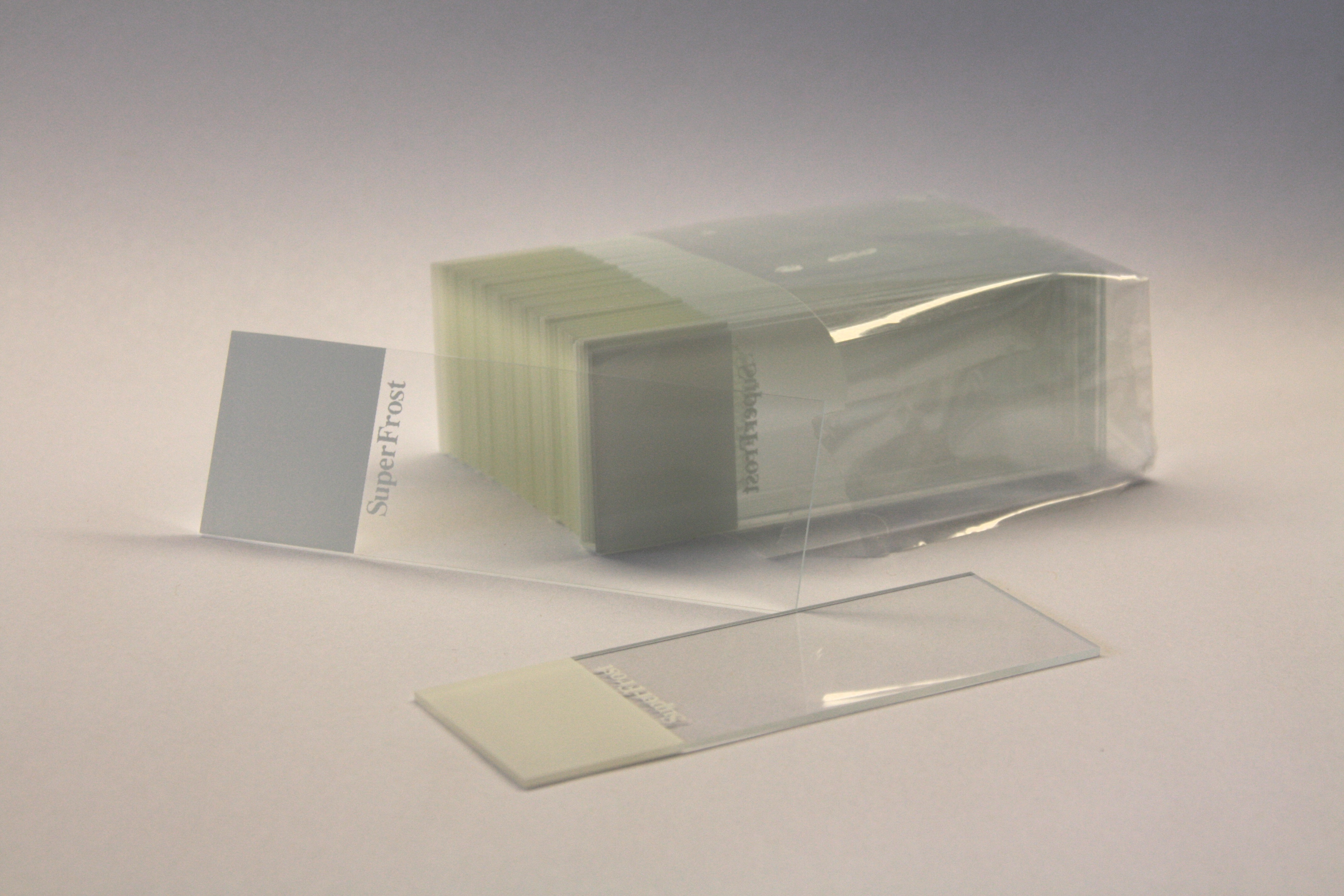
مجموعه‌ای از اسلایدهای استاندارد ۷۵ در ۲۵ میلی‌متری میکروسکوپ. ناحیه سفید را می‌توان برای برچسب زدن اسلاید روی آن نوشت.

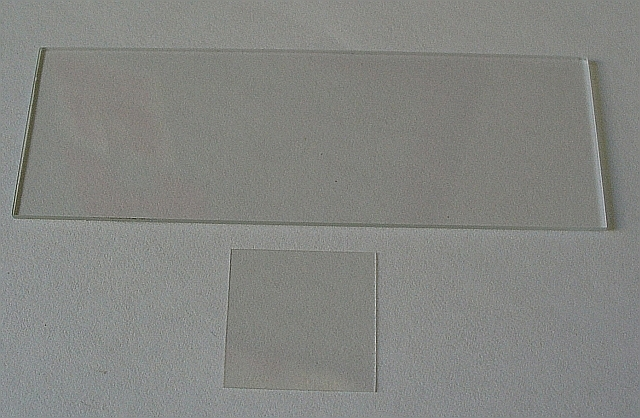
یک لام میکروسکوپ (بالا) و یک لامل پوششی (پایین)

اسلاید میکروسکوپ (به انگلیسی: Microscope slide) یک تکه شیشه ای تخت نازک است که معمولاً ۷۵ در ۲۶ میلی‌متر (۳ در ۱ اینچ) و حدود ۱ میلی‌متر ضخامت دارد، برای نگه داشتن اجسام برای بررسی زیر میکروسکوپ استفاده می‌شود. به‌طور معمول جسم روی اسلاید نصب می‌شود (ایمن می‌شود) و سپس هر دو باهم در میکروسکوپ برای دیدن قرار می‌گیرند. این چیدمان اجازه می‌دهد تا چندین شی که روی اسلاید نصب شده‌اند، به سرعت وارد و از میکروسکوپ خارج شوند، برچسب‌گذاری شوند، حمل و نقل شوند و در جعبه‌های اسلاید یا پوشه‌های مناسب و غیره ذخیره شوند.
اسلایدهای میکروسکوپ معمولاً از شیشه با کیفیت نوری مانند شیشه آهک سوددار یا شیشه بوروسیلیکات ساخته می‌شوند، اما از پلاستیک‌های تخصصی نیز بهره‌گیری می‌شود. اسلایدهای کوارتز ذوب‌شده اغلب زمانی استفاده می‌شوند که شفافیت فرابنفش مهم است، به عنوان مثال در میکروسکوپ فلوئورسانس.

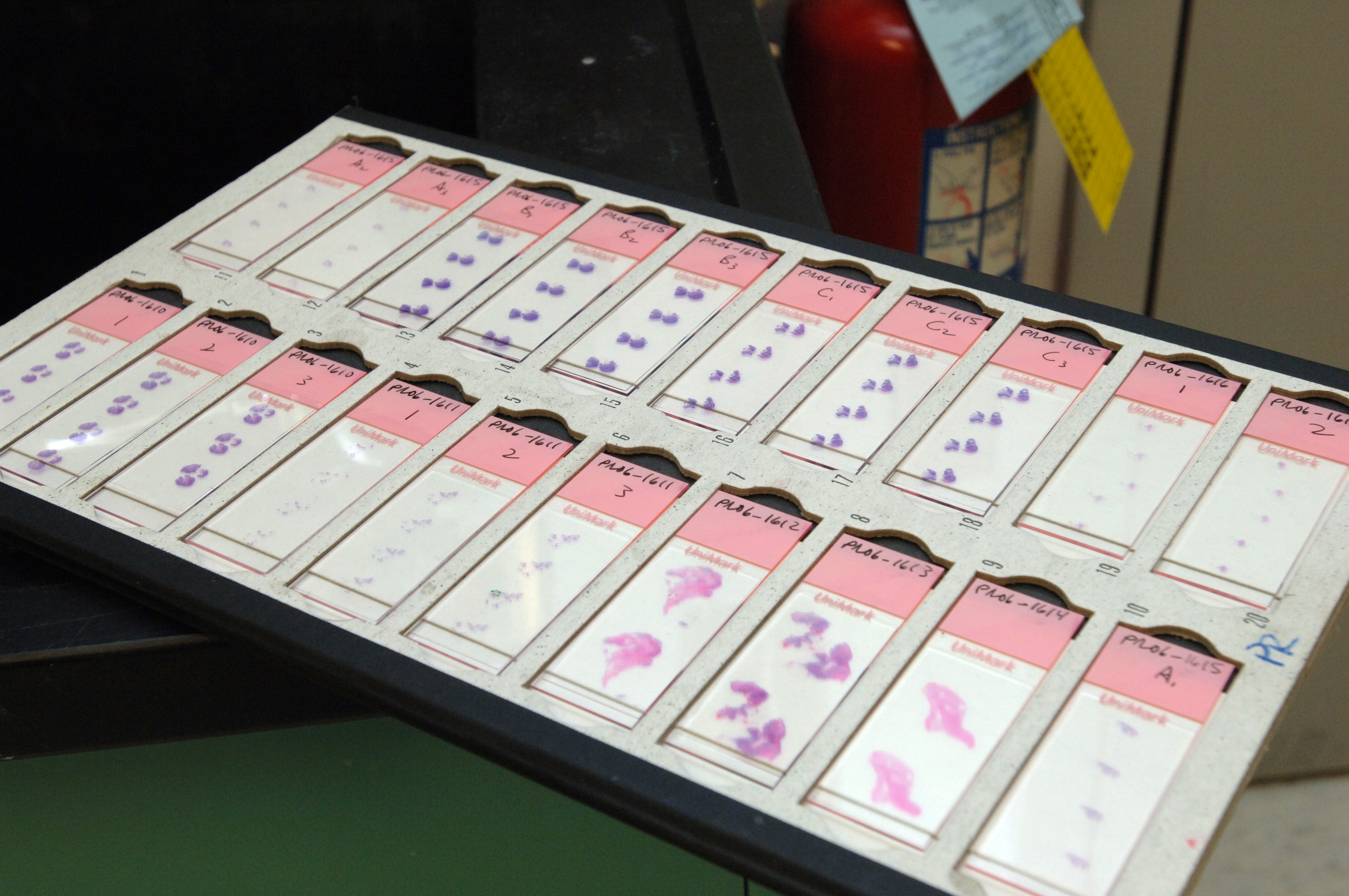
اسلاید میکروسکوپ با نمونه‌های بافت آماده، رنگ‌آمیزی شده و برچسب گذاری‌شده در یک پوشه استاندارد ۲۰ اسلایدی نگهداری می‌شود.

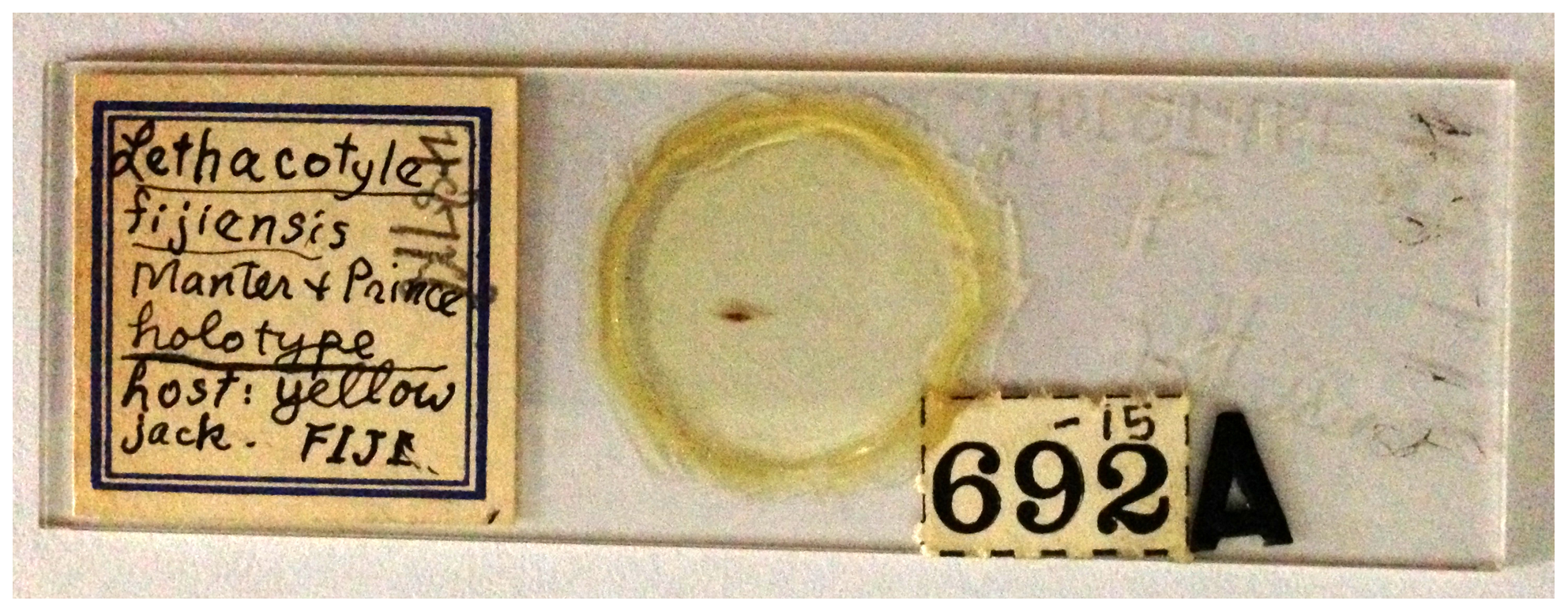
اسلاید نمونه هولوتایپ ۶۰ ساله از یک کرم مسطح (Lethacotyle fijiensis) که به‌طور دائم در بلسان کانادا نصب شده‌است.